# Terrestrial Planet Finder

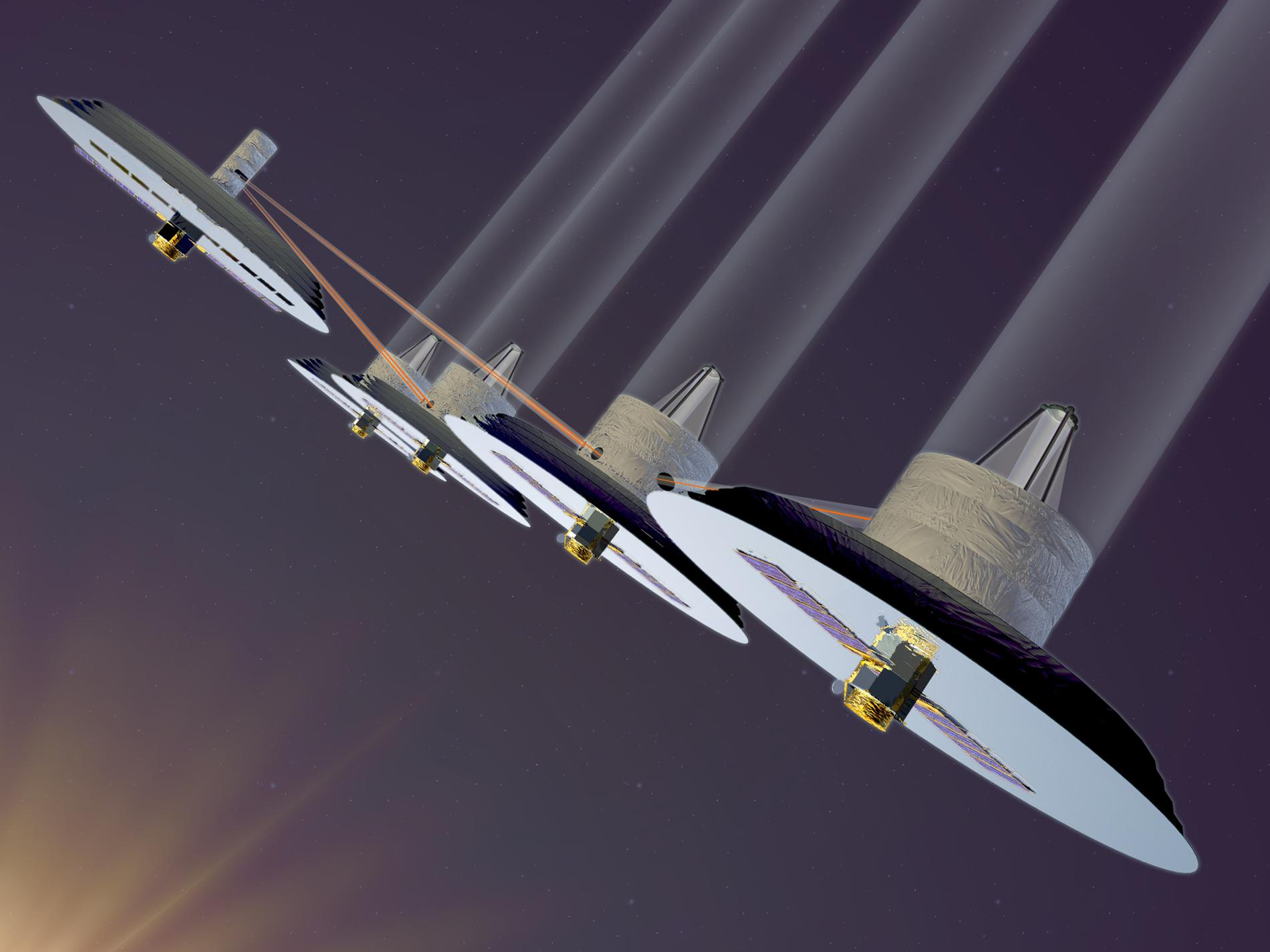
Terrestrial Planet Finder - TPF-I

Terrestrial Planet Finder var ett planerat rymdteleskop i två delar (TPF-I, Infrared astronomical interferometer och TPF-C, Visible Light Coronagraph), som skulle skjutas upp av NASA 2014 (TPF-I) och 2020 (TPF-C). Projektet är uppskjutet på obestämd framtid. 
Rymdteleskopens uppgift skulle vara att leta efter planeter som liknar jorden. 
ESA har ett liknande projekt kallad Darwin.